# Ieixivà Mir (Brooklyn)
La Ieixivà Mir a Brooklyn (Mirrer Yeshiva Central Institute en anglès) comunament coneguda com a Mirrer Yeshiva, és una prominent ieixivà ultraortodoxa, ubicada a Brooklyn, Nova York, és coneguda pels seus estudis talmúdics.
L'anterior director de la Ieixivà Mir, era el Rabí Shmuel Berenbaum, que va morir el 6 de gener de 2008. El Rabí Berenbaum era gendre del fundador de la Ieixiva Mir a Brooklyn, el Rabí Avraham Kalmanowitz. L'alcalde jueu Michael Bloomberg, va emetre una declaració elogiant a Berenbaum, assenyalant que ell va construir l'acadèmia talmúdica jueva, i que aquesta havia arribat a ser un dels centres més grans per a l'estudi de la Torà al món. Steven Bayme, el director nacional del Congrés Jueu Americà, va dir que la ieixivà va ajudar a preservar un món que d'una altra manera estaria perdut.

## Fundació de la ieixivà
La Ieixivà Mir original va ser fundada en 1817 al llogaret de Mir, Belarús, i va romandre en funcionament allà fins a 1914. Amb l'esclat de la Primera Guerra Mundial, la ieixivà es va traslladar a Poltava, Ucraïna, sota la direcció del Rabí Eliezer Yehuda Finkel, el fill del llegendari Rabí Nosson Tzvi Finkel (’'Alter de Slabodka), i gendre del Rabí Elya Boruch Kamai, el seu famós predecessor.

## Segona Guerra Mundial
En 1921, la ieixivà va tornar a les seves instal·lacions originals a Mir, a on va romandre fins que l'Alemanya nazi va envair Polònia en 1939, marcant el començament de l'Holocaust jueu. Encara que molts dels estudiants nascuts a l'estranger van abandonar la ieixivà quan l'Exèrcit soviètic va envair Polònia des de l'est, la ieixivà va continuar funcionant, encara que a una escala més reduïda, fins que els exèrcits nazis que s'aproximaven, van fer que els líders de la ieixivà evacuessin a tota la comunitat cap a Keidan, Lituània.

## Fugida a l'extrem orient
Quan els exèrcits nazis van seguir avançant cap a l'est, els membres de la ieixivà en el seu conjunt van fugir cap a Sibèria amb tren fins a l'Extrem Orient, i finalment van reobrir la ieixivà a Kobe, Japó, en 1941. Diversos estudiants de la ieixivà Mir van aconseguir escapar cap a l'est, i malgrat les dificultats, els supervisors de la ieixivà van assumir la plena responsabilitat i van oferir el seu suport, distribuint fons, i assegurant l'allotjament, i el menjar per a tots els estudiants. Poc temps després, la ieixivà va ser traslladada novament a la ciutat de Xangai, a la Xina, aleshores la ciutat estava controlada per l'Exèrcit Imperial Japonès. Van romandre allà fins al final de la Segona Guerra Mundial. L'heroisme del cònsol general japonès a Lituània, Chiune Sugihara, que va emetre milers de visats de trànsit per als jueus, permetent-los viatjar per fugir cap a la Xina i al Japó, ha estat objecte de diversos documentals i llibres.

## Després de la guerra
Després del final de la guerra, la majoria dels refugiats jueus del gueto de Xangai van marxar cap al Mandat Britànic de Palestina, i als Estats Units d'Amèrica. Entre ells es trobaven els supervivents de la Ieixivà Mir, els que van restablir la ieixivà, aquesta vegada amb dos campus, un a Jerusalem, i un altre a Brooklyn, Nova York.